# 呪巣
呪巣とは、ホラーゲームシリーズの1つである。
舞台はとある｢家｣、主人公がその｢家｣に興味を持つところから始まる。
この物語は4つのアプリとなっており、進める順番としては怨の章、零の章、起の章、学校の怪談となっているが、時系列でみるとその逆となっている。

## 歴史
2014年8月4日 シリーズ1作品目となる怨の章がリリースされる
2015年6月16日 シリーズ2作品目となる零の章がリリースされる
2019年7月12日 シリーズ3作品目となる起の章がリリースされる
2020年7月31日 シリーズ4作品目となる学校の怪談がリリースされる

## 怨の章
舞台となっている奇妙な家に興味を持った主人公はその家に不法侵入し、詮索を行って様々な謎をみるホラーゲーム。
舞台となっているその｢家｣の軒下画面は実在する家の形だとされる。

## 零の章
今後掲載予定（以下も同様）

## 引用
1. ↑  https://app.famitsu.com/20140829_430520/